# Oficina Pro Cautivos
L' Office européen de la guerre, également appelé  (en espagnol) : « la Oficina Pro Cautivos » est une institution humanitaire fondée par le roi Alphonse XIII d'Espagne en 1915, pour tenter de localiser les civils et les soldats capturés, ainsi que portés disparus au cours de la Première Guerre mondiale. Dans ce cadre, le roi d'Espagne devait faire ce qui était en son pouvoir pour améliorer leur situation et les mettre en contact avec leurs familles ou tenter de les rapatrier.

## Causes
La situation financière, militaire et sociale de l'Espagne en 1914, au début de la Grande Guerre, contribue à sa déclaration de neutralité dans la guerre, officialisée par une note du ministère d'État dans la section politique de la Gazette de Madrid du 30 juillet 1914 et réaffirmée le 7 août de la même façon.

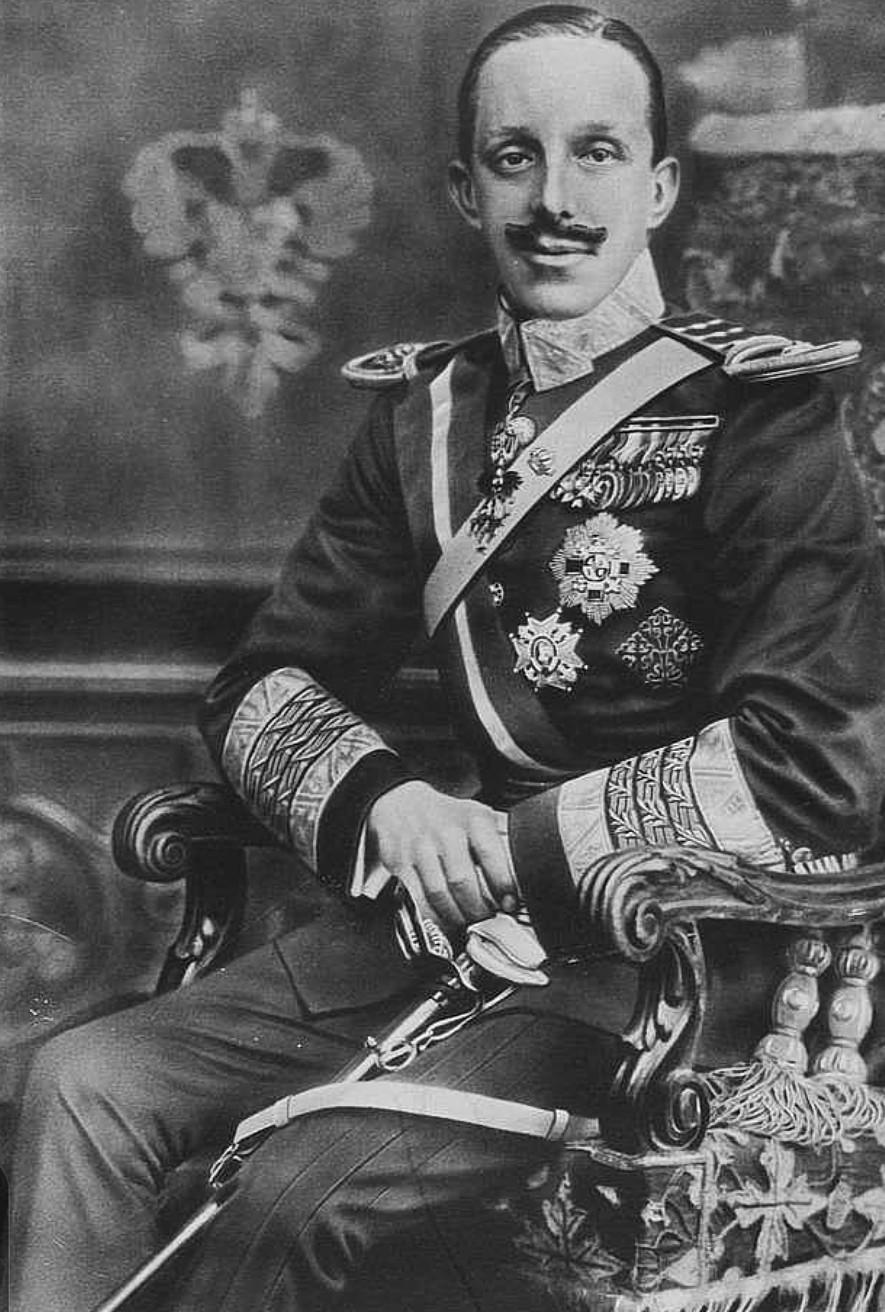
Alphonse XIII (1886-1941), photographié par Kaulak, en 1916.

« La Première Guerre mondiale a apporté à l'Europe le conflit le plus cruel qu'elle ait connu jusqu'à présent, et il n'a pas fallu longtemps pour que ses frontières soient dépassées et qu'il atteigne les quatre coins du monde. Au milieu de cette lutte sanglante, l'Espagne a dû accepter la neutralité en raison de sa situation militaire et politique désastreuse, ce qui n'a pas empêché le roi Alphonse XIII de décider de créer une institution dans le seul but de retrouver les prisonniers et les personnes disparues et de les rendre à leurs familles. »

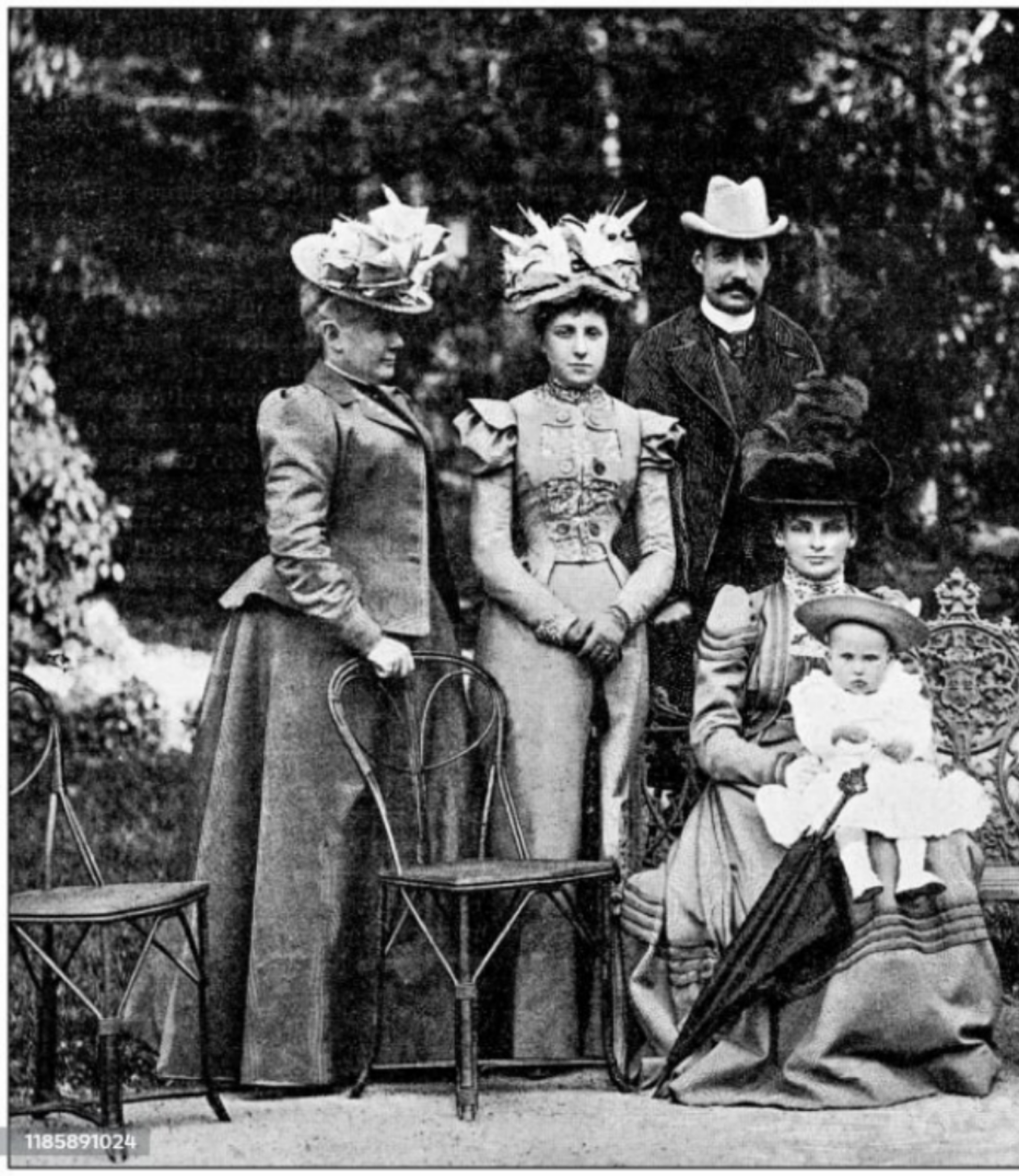
Le roi Alphonse XIII d'Espagne, entouré de sa famille au début du XXe siècle, dont la reine Marie-Christine d'Autriche, et la reine consort Victoria Eugenie de Battenberg, tenant le prince héritier Alphonse Pío Cristino Eduardo Francisco Guillermo Carlos Enrique Eugenio Fernando Antonio Venancio Borbón y Battenberg.

La situation familiale du roi est sensible sur le plan personnel : sa mère, la reine douairière Marie-Christine d'Autriche, de la famille des Habsbourg, ne dissimule pas ses sympathies germanophiles, tandis que son épouse Victoire-Eugénie de Battenberg, petite-fille de la reine Victoria du Royaume-Uni, est ouvertement favorable au bloc allié.
Après la bataille de Charleroi, le roi reçoit dès 1914 une lettre d'une blanchisseuse française dont le mari est porté disparu. La femme implore Alphonse XIII de l'accompagner dans la recherche de son mari. Les ambassades espagnoles à Paris et à Berlin sont chargées par le roi de retrouver le soldat français : les efforts sont récompensés et, après avoir retrouvé l'homme dans un camp de prisonniers, le roi écrit lui-même à son épouse pour lui annoncer la bonne nouvelle en personne. Des centaines de Français écrivent ensuite au roi pour lui demander de les aider à retrouver leurs proches, ce qui est relayé dans la presse. Bientôt, la nouvelle dépasse les frontières françaises et des lettres sont envoyées de zones de conflit.

## Histoire
Face à cet afflux de pétitions, Alphonse XIII décide de créer un bureau pour les traiter. Le 24 octobre 1914, le Bureau des Pro Captifs fut officiellement ouvert, financé exclusivement par des fonds privés de la Couronne. Situé à l'origine dans un grenier du Palais de l'Est, le Bureau, qui comptait sept employés, s'agrandit pour atteindre un effectif de plus de 50 personnes, comprenant des bénévoles, des employés et des collaborateurs, qui parlaient plusieurs langues. Le Bureau se composait des départements suivants:
- Personnes disparues.
- Information et correspondance dans les territoires occupés.
- Prisonniers.
- Rapatriement de militaires gravement blessés ou malades.
- Rapatriement de populations civiles.
- Internement en Suisse.
- Traitement des grâces.
- Commutation de peine.
- Remise de fonds à des personnes ou familles des territoires occupés et coupés depuis longtemps de leur famille (parfois étendue aux prisonniers civils et militaires).
- Rapports d'inspection des délégués par des ambassades espagnoles situées à Berlin, Vienne et Rome.

Le bureau a traité quelque 500 demandes urgentes de grâce de condamnés à mort, plus de 5 000 demandes de rapatriement de blessés, 25 000 demandes d'informations sur des parents, dans les territoires occupés, et plus de 250 000 demandes d'informations sur des personnes disparues ou des prisonniers. Il a traité des personnes de nombreuses nationalités, profitant des bonnes relations de la famille royale espagnole avec les deux camps : 122 000 prisonniers français et belges, 7 950 britanniques, 6 350 italiens, 400 portugais, 350 américains et 250 russes. Dans les ports espagnols, 21 000 prisonniers malades ont été échangés, et quelque 70 000 civils ont pu être transférés en lieu sûr. Les attachés militaires espagnols ont également effectué plus de 4 000 visites dans les camps de prisonniers, et un accord de non-agression a même été conclu avec les navires-hôpitaux britanniques.
Un système de classification des demandes a été mis en place, en ajoutant un ruban de couleur à chaque dossier : noir pour les personnes décédées, blanc pour les personnes retrouvées, et dont le dossier était en cours de traitement, et rouge pour les personnes non encore localisées.
Pour éviter les soupçons, le roi a toujours présenté le bureau à l'intérieur et à l'extérieur de l'Espagne, en insistant sur le fait que « les principes de son action étaient la neutralité active, aider les hommes et non les États, aider les familles et non les entreprises qui font du commerce avec la guerre et les rejettent »; la vision générale selon laquelle rien ne peut être fait tant que la guerre n’est pas terminée.

## Personnages célèbres

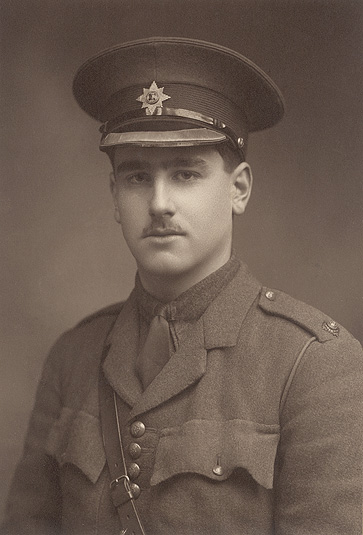
John Kipling en 1915.

Le bureau des Pro captifs n'a pas seulement aidé des anonymes, mais aussi des personnes plus connues :
Maurice Chevalier, qui a passé deux ans dans un camp de prisonniers avant d'être libéré grâce à l'intervention du roi.
Le pianiste Arthur Rubinstein, à qui le roi a donné un passeport espagnol en 1916.
Le danseur Vaslav Nijinski, détenu en Hongrie parce qu'il était originaire d'un pays ennemi, la Russie. Grâce à l'intervention du bureau, il est expulsé vers les États-Unis.
Le Premier ministre français demande au roi d'Espagne d'essayer d'obtenir le rapatriement de 20 000 civils français qui ont été capturés en territoire ennemi pendant la guerre et déportés dans des camps d'internement. Alphonse XIII obtient leur libération en quelques mois, et la France le considère depuis comme un héros de guerre.
Les efforts du Bureau ont été vains dans la recherche de John Kipling, fils unique du lauréat du prix Nobel Rudyard Kipling. Sa dépouille n'a été retrouvée et identifiée qu'en 1922.
Les efforts d'Alphonse XIII n'ont pas non plus permis de sauver Edith Cavell, une infirmière britannique qui a accompli un travail extraordinaire en Belgique, abattue à Bruxelles le 12 octobre 1915. Le roi fait appel à l'impératrice allemande Augusta-Victoria de Schleswig-Holstein-Sonderbourg-Augustenbourg, mais celle-ci refuse d'intercéder en faveur de Cavell, affirmant que « si les femmes se comportent comme des hommes, elles doivent être punies comme des hommes ».
Capitaine Antonio Vallejo Nájera

« Cet éminent psychiatre a été nommé à la commission militaire rattachée à l'ambassade d'Espagne à Berlin, principalement en raison de sa connaissance de la langue allemande. Au cours des années 1917-1919, ce médecin capitaine a pu observer les avancées scientifiques et médicales psychiatriques de l'époque dans les centres de soins allemands et autrichiens. Il profite de son séjour dans ces pays pour visiter des cliniques psychiatriques, notamment celles des universités de Munich, Heidelberg et Vienne. Il a eu l'occasion d'assister aux conférences d'E. Kraepelin, de W. Gruhle (dont il traduira plus tard l'œuvre en espagnol) et de W. von Jauregg (peu après l'attribution du prix Nobel). »
L'échec le plus retentissant du Bureau pro-captif est peut-être celui de la tentative pour sauver la vie de la famille impériale russe. Lors de la présentation de ses lettres de créance, le nouvel ambassadeur russe, Anatoli Vasilyevich Neklyudov, a loué les efforts d'Alphonse XIII pour sauver des centaines de soldats russes, et le monarque a profité de l'occasion pour lui demander de transmettre au gouvernement russe sa demande de libération du tsar et de sa famille. Mais cette demande ne trouve aucun écho auprès des autres monarchies européennes et les efforts du roi d'Espagne ne parviennent pas à empêcher l'exécution du tsar Nicolas II, de sa femme et de leurs cinq enfants.

## Reconnaissances

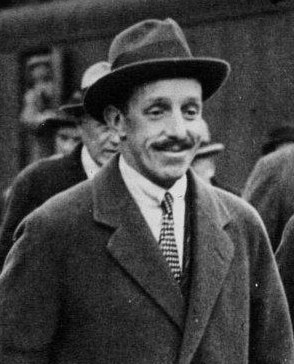
Alphonse Ier / le 24 avril 1931 à Calais (photographie agence Meurisse, 1931, Paris, BnF, département des estampes et de la photographie).

Malgré l'extraordinaire travail réalisé par l'Oficina Pro Cautivos, cette initiative est restée largement méconnue en Espagne, ce qui n'a pas été le cas au niveau international : la reconnaissance de la République française a été rejointe par celle des gouvernements du Royaume-Uni, des États-Unis, de la Société des Nations et des rois des Belges, entre autres. Le travail de l'office a été largement salué par la presse internationale, sans toutefois trouver le même écho dans la presse espagnole.

Lorsque le roi et sa famille quittèrent l'Espagne après la proclamation de la Seconde République en 1931, ils furent accueillis à Marseille, Paris, et Londres, par des foules enthousiastes qui n'avaient pas oublié les efforts de l'Oficina Pro Cautivos pour améliorer la situation des soldats de la Grande Guerre.
L'année précédente, le général Miguel Primo de Rivera, désavoué par les commandants des régions militaires, s'est retiré et a quitté le pays. Privée de chef, l'Espagne a été dans le même temps touchée comme le reste du monde par le krach de Wall Street.
Le 17 août 1930, des antimonarchistes de tout poil, des syndicalistes, des autonomistes catalans ainsi que des socialistes signent le pacte de San-Sebastián en vue de la constitution d'une république. Cette alliance disparate remporte les élections municipales du 12 avril 1931 dans 41 capitales de province sur 50.
Le scrutin se déroule dans une atmosphère de grande violence. Dans les campagnes, les débordements populaires font de nombreuses victimes, en particulier dans le clergé catholique.
Le roi Alphonse XIII est pris de panique à la vue de ces masses hirsutes et anticléricales. Il se considère désavoué par le scrutin et, deux jours plus tard, quitte le pays. Mais il n'abdique pas pour autant.

Le commandant de la garde civile, le général José Sanjurjo (59 ans), « héros du Rif », invite les dirigeants républicains à proclamer la République. De cette façon incongrue est mis fin à la Constitution de 1876.

### Sources principales
: document utilisé comme source pour la rédaction de cet article.
- David Gonzalo Miguel Vidales (dir.), España ante la Gran Guerra: La Oficina Pro-cautivos de Alfonso XIII, Valladolid, Facultad de Filosofía y Letras, Universidad de Valladolid, coll. « Grado en Historia », 2022, 1re éd. (lire en ligne).

- Victor Espinós Moltó, Alfonso XIII y la guerra. Espejo de neutrales, Madrid, Vasallo de Mumbert, 1917 (ISBN 9788473350051), p. 186-196.

- Julián Cortes-Cavanillas, Alfonso XIII y la guerra del 14, Madrid, 1974 (ISBN 8485262093), p. 340-343.

- Juan Pando, Un rey para la esperanza, Madrid, 2002 (ISBN 9788484601883), p. 537-554.

- Jean-Marc Delaunay, Le “grand dessein européen”.

- Inventaire de l’État numérique de la Correspondance politique et commerciale 1914-1940, vol. t. I, Paris, MAE-Paris, 1993 (ISBN 978-2-11-172566-9), p. 671-675.

- Jean-Marc Delaunay, L'Espagne, puissance protectrice de la fin du XIXe siècle à l'aube du XXIe siècle, Paris, Relations internationales, coll. « no 143 », 2010, 3e éd., 51 à 59 (ISBN 9782130580157).

- Carlos Alcelay, Alfonso XIII, el héroe de guerra olvidado, Espagne, El Mundo (Espagne), 2014, n/a (ISBN 9788417143145).

- Víctor Espinós Moltó, Alfonso XIII and the War: The Mirror of Neutrals, Espagne, Vasallo de Mumbert, 1918, 59 p. (ISBN 8473350057).

- Manuel Suárez Cortina, The Liberal Spain (1868-1917), Madrid, n/a, 2006, 185 p. (ISBN 84-9756-415-4).

- Javier Tusell et Genoveva García Queipo de Llano, Alfonso XIII. The controversial king, Madrid, Taurus, 2002, 284, 287–288 (ISBN 84-306-0449-9).

- Carolina García, Alfonso XIII, King of Spain, International Encyclopedia of the First World War (WW1), Encyclopedia of the First World War (WW1), 2018.

- Vicente G. Olaya, A king with a mission: the humanitarian deeds of Alfonso XIII during the Great War, El País, n/a, 2018 (ISSN 1134-6582).

### Sources secondaires
1. ↑  Gracia Rivas, Manuel (2014). Alfonso XIII and Spain's Humanitarian Work. Madrid: Revista Española de Defensa. p. 60.
2. ↑  Suárez Cortina, Manuel (2006). The Liberal Spain (1868-1917). Madrid. p. 185.  (ISBN 84-9756-415-4).
3. ↑  Juliá, Santos (1999). A century of Spain: politics and society. Madrid: Marcial Pons. p. 40.  (ISBN 84-9537903-1).
4. ↑  Olaya, Vicente G. (2018-11-09). "A king with a mission: the humanitarian deeds of Alfonso XIII during the Great War". El País. ISSN 1134-6582. Retrieved 2018-11-11.
5. ↑  Tusell, Javier; García Queipo de Llano, Genoveva (2002). Alfonso XIII. The controversial king. Madrid: Taurus. pp. 284, 287–288.  (ISBN 84-306-0449-9).